# 劉政 (河間王)
劉政（？—141年），东汉河间惠王，汉章帝的孙子，河间孝王刘开的长子。
刘开在永元二年（90年）以乐成郡、勃海郡、涿郡为河间国。刘开在位四十二年，永建六年（131年）薨，子劉政嗣位。
劉政傲慢暴戾，不奉法度。汉顺帝以侍御史吴郡沈景能力强，擢升他为河间相。沈景到河间国劉政，劉政服饰不正，在殿上箕踞。侍郎赞拜，沈景立而不礼。问河间王在哪里，虎贲说：“那不是王吗？”沈景说：“王不穿王服，和常人有什么区别！现在是拜见国王，岂是拜见无礼者！”劉政惭愧而换衣服，沈景然后参拜。沈景後來親自責備劉政的王傅：“我之前从京师出发的時候，陛下给我诏书，認為河间王不恭，讓我检督。果然诸君白白接受爵禄，卻根本沒有训导河間王。”于是上奏治罪。顺帝诏书责备刘政而诘责王傅。沈景于是抓捕一些人上报他们的罪行並殺死認為罪大惡極者数十人，又释放了自認為冤屈的百余人。刘政于是改变态度，悔过自修。阳嘉元年，朝廷封刘政之弟十三人都为亭侯。
刘政在位十年薨，永和六年（141年）二月乙巳，河间惠王刘政薨。子贞王刘建嗣。刘建在位十年薨（151年），子安王刘利嗣。刘利在位二十八年薨（179年），子刘陔嗣。刘陔在位四十一年（220年），曹魏受禅，以刘陔为崇德侯。